# Ignacy Krasicki (ziemianin)
Ignacy Krasicki z Siecina herbu Rogala (ur. 29 sierpnia 1839 w Bachórcu, zm. 21 grudnia 1924 tamże) – polski ziemianin, działacz gospodarczy, samorządowy i społeczny, poseł na Sejm Krajowy Galicji.

## Życiorys
Urodził się 29 sierpnia 1839 w Bachórzcu. Był wnukiem gen. Franciszka Ksawerego Krasickiego (1774-1844) i Julii Teresy Wandalin-Mniszech (1777-1845) oraz synem Edmunda Krasickiego (1808-1894) i Marii Anieli z domu Brzostowskiej herbu Strzemię (1816-1903). Jego rodzeństwem byli Michał (1836-1917), Maria (1837-1855), Stanisław (1842-1887).
Został dziedzicem rodzinnego majątku w Bachórzcu wraz z Podbukowiną, Potchową, Winnem, Słonnem w powiecie brzozowskim. Posiadał także majątki Seredne Wielkie, Ruska Wieś. Po ojcu objął Lisko wraz z tamtejszym zamkiem, który w 1903 przejął jego syn August. Po ojcu władał także dobrami Manasterzec, Postołów. Po matce przejął dobra w Białozórce (w tym tamtejszy pałac).
Był przewodniczącym oddziału dynowskiego Galicyjskiego Towarzystwa Gospodarskiego (1894-1905), delegatem Galicyjskiego Towarzystwa Kredytowego Ziemskiego (1868-1870), Był członkiem Rady c. k. powiatu przemyskiego (1893). Był kolatorem kościołów i cerkwi unickich. Ufundował ochronki dla dzieci w Lesku i w Bachórzcu, prowadzone przez siostry zakonne. Dział w radzie szkolnej, kółku rolniczym i kasie Raiffeisena. 8 listopada 1899 objął mandat posła Sejmu Krajowego Galicji VII kadencji (1895-1901) w okręgu Lisko po śmierci Józefa Wiktora i sprawował go do końca kadencji.
9 czerwca 1872 we Lwowie poślubił Elżbietę (wzgl. Elizę) Zamoyską herbu Jelita, córkę hr. Augusta Zamoyskiego (ur. 1846 wzgl. 1852, zm. 1916). Ich dziećmi byli: August (1873-1946), Franciszek (1874-1950), Zofia (1878-1965, od 1906 zamężna z Piotrem Jerzym Rostworowskim), Róża (1881-1956), Anna (1885-1906, zm.  Kairze), Jan (1888-1892).
Był autorem publikacji pt. Kronika zamku leskiego. Określony został jako senior szlachty ziemi sanockiej i przemyskiej.
Zmarł 21 grudnia 1924 w Bachórzcu. Pogrzeb odbył się 23 grudnia 1924.